# Chiesa di San Ruffignano
La chiesa di San Ruffignano si trova a Monsanto, frazione del comune di Barberino Val d'Elsa, in provincia di Firenze, diocesi della medesima città.

## Storia
La località Montesancto vien citata per la prima volta nel 998 in un documento di donazione alla Badia di San Michele a Marturi sottoscritto dal marchese Ugo II di Toscana. Nell'XI secolo il borgo era un centro curtense fortificato su cui avevano diritti feudali i conti Ubaldini, possesso confermato in documenti del 1043 e del 1076.
Le prime testimonianze della chiesa risalgono all'11 giugno 1240 quando risulta che il rettore della chiesa Giovanni fosse debitore del pievano della chiesa di San Jeruslaem. Nella chiesa aveva sede una comunità di canonici, che dal 25 giugno 1243 si videro leggere il priore dal vescovo di Firenze.
Prima della Battaglia di Montaperti le rendite economiche della chiesa erano enormi tanto che il 10 agosto 1260 il priore della chiesa promise addirittura 60 staia di grano per il mantenimento dell'esercito fiorentino ma dopo la battaglia il vicino castello di Cepparello o di Monsanto venne distrutto e il territorio venne talmente tanto saccheggiato dai ghibellini vittoriosi che le decime pagate tra il 1276 e il 1303 ammontarono a massimo 7 lire ma più spesso a 2 o 3 lire.

Tra i priori della chiesa è rimasto il ricordo di Michele, canonico di San Jerusalem, che risultò assente al Sinodo diocesano del 1286 ma in occasione del riconoscimento del patronato del vescovo in data 14 gennaio 1299 risulta 
 ; Michele rimase priore fino alla morte e il suo successore, Masino de' Cavalcanti, venne eletto il 18 luglio 1313; dopo di lui nel 1333 risulta priore tale Betto che dovette morire nel 1337 quando il patronato della chiesa passò ai parrocchiani anche se tale diritto venne contestato dai Signori del castello di Cepparello.
Le condizioni economiche della chiesa nel XV secolo dovevano essere nuovamente floride tanto che nel 1444 fu fortemente tassata e nel 1469 risulta che al suo interno ci fossero ben cinque altari. A causa della notevole distanza dalla sua pieve, nel 1575 ottenne il diritto di avere un fonte battesimale e nello stesso anno le venne annessa la vicina chiesa di santa Maria che stava crollando.
Nel 1879 venne consolidata e in quell'occasione venne stravolto l'interno; furono infatti chiuse le arcate riducendo la chiesa ad unica navata con due corridoi laterali. Nel 1934 la chiesa venne riportata allo stato romanico liberandola dalle sovrastrutture rinascimentali e barocche, riaprendo le arcate.

## Descrizione
La chiesa di San Ruffignano è una basilica a tre navate, con copertura a tetto nella cui facciata è addossato un portico. In facciata oltre al portico è stata addossata una scarpa che nasconde totalmente il paramento murario originale.
L'interno presenta una divisione spaziale abbastanza particolare; infatti le tre navate sono di larghezza diversa, molto maggiore è quella centrale rispetto alle due laterali e la navata meridionale è più larga di quella settentrionale. Notevole esempio della prima architettura romanica nel territorio fiorentino (X-XI secolo) sono i sei pilastri quadrangolari che dividono le navate e il cui paramento murario è stato scoperto per metter in evidenza la rarità della cosa. Alla stessa epoca doveva appartenere l'abside semicircolare, oggi scomparsa e sostituita nel XVII secolo da una scarsella; sempre in quel periodo venne realizzati il campanile e il porticato in facciata.
Nel corso del XV secolo fu ornata da diversi altari, arricchiti da tavole e da oggetti d'arredo liturgico; di questi si conserva un Crocifisso ligneo della metà del Quattrocento, ed alcune oreficerie particolarmente preziose, fra cui una croce astile del Duecento e un calice.